# Tarzans neuestes Abenteuer: Der Herr der Wildnis
 Tarzans neuestes Abenteuer: Der Herr der Wildnis  (Originaltitel: The New Adventures of Tarzan ) ist ein US-amerikanischer Abenteuerfilm aus dem 1935 mit Bruce Bennett in der Titelrolle. Tarzan-Erfinder Edgar Rice Burroughs war persönlich an der Produktion beteiligt. In den USA kam der Streifen am 21. Mai 1935 ins Kino. In Deutschland fand die Uraufführung am 2. Dezember 1935 statt.

## Handlung
Ula Vale hat durch ihren verschollenen Mann eine Anleitung, um die Grüne Göttin, eine glücksverheißende Statue zu öffnen, erhalten. Sie schließt sich Major Martling auf seiner Reise nach Guatemala an. Der Professor, ebenfalls auf der Suche nach der Grünen Göttin, hat die Karte zur toten Stadt, dem Aufenthaltsort der Statue, gefunden, welche ihm von Padre Müller in Chichicastenango übergeben werden soll. Begleitet wird Martling von seinem Assistenten George, seiner Tochter Alice und ihrem Mann sowie Tarzan, der hofft, dort seinen vermissten Freund, den Piloten Arnot zu finden. Als die Gruppe in dem Dorf ankommt, müssen sie feststellen, dass der Schurke Raglan die Karte gestohlen hat und nun seinerseits auf dem Wege zur toten Stadt ist. Als die Gruppe um Martling den Dieb verfolgt, gelingt es Raglan, Ula zu überfallen, die Anleitung zum Öffnen zu stehlen und die junge Frau in einen reißenden Fluss zu stoßen. Tarzan kann Ula aus den wilden Fluten retten und nimmt die Verfolgung des Mörders auf. Auf seinem Weg tötet Raglan einen Indianer, um an ein Boot zu kommen. Der Indianerstamm beschuldigt Martlings Gruppe an dem Mord. Nachdem die Gruppe festgenommen wurde, wird Alice in eine Grube zu einer Gruppe Jaguare eingesperrt. Tarzan, der es nicht geschafft hat, Raglan einzuholen, kommt rechtzeitig, um Alice zu retten. Beeindruckt von der Kraft des Dschungelmanns flüchten die Indianer. Als Martling und Tarzan die tote Stadt in den unterirdischen Ruinen einer alten Maya-Stadt erreichen, werden sie von deren Einwohnern überfallen. Die Nachkommen der Mayas wollen die Gruppe opfern. Hier findet Tarzan auch seinen Freund Arnot. Da er vom Himmel gefallen ist, wurde der Pilot vom Stamm verschont. Während der Opferung gelingt es Raglan, die grüne Göttin zu stehlen. Als die Indianer den Raub bemerken, kommt es zu einem Tumult, in dem Tarzan und seine Freunde flüchten können. Mit einer Gatling Gun gelingt es George, den Stamm in die Flucht zu schlagen. Im Zweikampf kann Tarzan schließlich Raglan besiegen, und der Professor öffnet zusammen mit Ula die Grüne Göttin, die neben einem gewaltigen Goldschatz auch eine Formel zur Herstellung eines Sprengstoffs enthält.

## Hintergrund
Die deutsche Schnittfassung wurde um 5 Minuten gekürzt. Die amerikanische Schnittfassung liegt zusätzlich als 12-teiliges Serial mit über vier Stunden Laufzeit vor.
Unter dem Titel Tarzan’s neueste Abenteuer! kam am 6. Januar 1950 ein Zusammenschnitt mit der Fortsetzung Tarzans neuestes Abenteuer: Tarzan und die grüne Göttin in die deutschen Kinos.
Die Drehorte fanden weitestgehend an den Originalschauplätzen statt. Die Szenen in der toten Stadt wurden in der ehemaligen Klosterkirche San Francisco in Antigua Guatemala gedreht.

## Rezeption
Der Filmdienst betitelte den Film als eine „… auf aktionsreiche Abenteuerlichkeiten bedachte Trivialunterhaltung …“ und fand allenfalls Burroughs Beteiligung an der Produktion
bemerkenswert.

## Synchronisation
Für das ZDF entstand eine zweite deutsche Synchronfassung von Johannes Lüdke.
| Rolle           | Darsteller    | Synchronsprecher    |
| --------------- | ------------- | ------------------- |
| Tarzan          | Bruce Bennett | Thomas Danneberg    |
| Ula Vale        | Ula Holt      | Louise Cleve        |
| Major Martling  | Frank Baker   | Ernst Kuhr          |
| Alice Martling  | Dale Walsh    | Rose-Marie Kirstein |
| Gordon Hamilton | Harry Ernest  | Thomas Piper        |
| Raglan          | Don Castello  | Herbert Weicker     |
| George          | Lewis Sargent | Horst Raspe         |